# Poberejka, Bohuslav
Poberejka (în ucraineană Побережка) este localitatea de reședință a comunei Poberejka din raionul Bohuslav, regiunea Kiev, Ucraina.

## Demografie
Componența lingvistică a localității Poberejka
     Ucraineană (99,17%)
     Alte limbi (0,5%)
Conform recensământului din 2001, majoritatea populației localității Poberejka era vorbitoare de ucraineană (99,17%), existând în minoritate și vorbitori de alte limbi.